# Peter and Wendy
Peter and Wendy (Peter e Wendy, depois renomeado Peter Pan) é a obra máxima de J. M. Barrie na qual o protagonista é o célebre personagem Peter Pan. Foi apresentada como peça em 1904 com o título Peter Pan; or, the Boy Who Wouldn't Grow Up (Peter Pan, ou O Menino Que Não Queria Crescer) e depois como romance em 1911.
A versão original do manuscrito original está guardada na coleção da Biblioteca Pública de Nova Iorque. 

## Temas
A principal temática da história de Peter relaciona-se com o crescimento (ou não), querendo o personagem manter-se sempre criança, para assim evitar as responsabilidades da vida adulta. A Síndrome de Peter Pan tornou-se um termo psiquiátrico usado para descrever um adulto que receia os comprometimentos e/ou se recusa a agir conforme a sua idade.
Os beijos de Wendy, o desejo de Peter em ter uma menina da sua idade que pudesse ser a sua mãe, os sentimentos conflituosos para com Wendy e Sininho (ambas representando diferentes arquétipos de mulheres) e o simbolismo da sua luta com Hook (Capitão Gancho) (tradicionalmente protagonizado pelo mesmo actor que representa o pai de Wendy)

## Resumo da história
Peter Pan faz visitas noturnas à casa da família Darling, ouvindo pela janela aberta a Sra. Darling contar histórias para os filhos dormirem. Uma noite, Peter é surpreendido e, ao tentar fugir, perde sua sombra. Ao voltar para recuperá-la, Peter acorda Wendy, filha da Sra. Darling, que costura a sombra de volta nele, e Peter fica sabendo que ela conhece um monte de histórias de ninar. Ele a convida para ser mãe de sua turma, os meninos perdidos (“as crianças que caem dos carrinhos quando as babás estão distraídas”), na Terra do Nunca. Wendy aceita o convite, e seus irmãos John (João) e Michael (Miguel) vão juntos.
O voo mágico para a Terra do Nunca é seguido de várias aventuras. As crianças são derrubadas do ar por um canhão e Wendy quase é morta pelo menino perdido Tootles (Firula). Peter e os meninos perdidos constroem uma casinha para ela morar enquanto se recupera. Logo João e Miguel adotam os costumes dos meninos perdidos.
Peter acolhe Wendy em sua casa subterrânea e ela imediatamente assume o papel de figura materna. Peter leva os Darlings em diversas aventuras, a primeira realmente perigosa ocorrendo na Lagoa das Sereias. Ali, Peter e os meninos perdidos salvam a princesa Tiger Lily (Tigrinha) e se envolvem em uma batalha contra os piratas, incluindo o malvado Captain Hook (Capitão Gancho). Peter é ferido pelo gancho do capitão e acredita que vai morrer, preso numa rocha com a maré subindo, mas vê a morte como “uma grande aventura”. Felizmente, o Pássaro do Nunca permite que use seu ninho como barco, e Peter se salva.
Em gratidão por ter salvo a Princesa Tigrinha, sua tribo vigia a casa de Peter, esperando pelo grande ataque iminente dos piratas. Enquanto isso, Wendy começa a se apaixonar por Peter e pergunta o que sente por ela. “Eu sou como se fosse seu filho, Wendy”. Um dia, enquanto conta histórias para os meninos perdidos e seus irmãos João e Miguel, Wendy se recorda dos seus pais e decide voltar para a Inglaterra. Infelizmente, e sem que Peter saiba, Wendy e os meninos são capturados pelo Capitão Gancho, que também põe veneno no remédio de Peter enquanto este está dormindo. Quando Peter acorda, fica sabendo do rapto pela Fada Tinker Bell (Sininho) e, num esforço para agradar Wendy, vai beber seu remédio. Sininho não tem tempo para avisar do veneno, assim ela própria o bebe e começa a agonizar. Sininho conta que poderia ser salva se as crianças acreditassem em fadas. Num dos momentos mais famosos da versão teatral, Peter dirige-se ao público da peça e pede que aqueles que acreditam em fadas batam palmas.
Peter ruma para o navio. No caminho, encontra o crocodilo com o relógio na barriga. Peter decide imitar o tiquetaque e, ao subir no navio, assusta o capitão. Enquanto os piratas estão procurando o animal, Peter entra furtivamente na cabine para roubar as chaves e libertar os meninos perdidos. Peter e os meninos derrotam os piratas. Quando enfim revela quem é, ele e Gancho se enfrentam com espadas no que constitui o clímax da história. Peter vence, arremessando Gancho na goela do crocodilo que aguardava. Peter assume o controle do navio e navega pelos mares de volta a Londres.
Os pais de Wendy adotam os meninos perdidos, mas Peter prefere voltar à Terra do Nunca. A Sra. Darling promete deixar Wendy passar uma semana com ele, uma vez por ano, na faxina da primavera. Wendy chega a ir duas vezes, mas aí ela cresce, e sua filha Jane vai, e depois sua neta Margaret. “Quando Margaret crescer, ela vai ter uma filha, e vai ser a vez dela de ser a mãe de Peter. E assim continuará sendo, enquanto as crianças forem alegres, inocentes e desalmadas.”

## Adaptações
Peter Pan foi adaptado para teatro e cinema inúmeras vezes. Seguindo o exemplo da versão de palco original e também por razões práticas, Peter é na maioria das vezes mas não sempre representado por uma mulher adulta.
A Paramount Pictures editou a primeira versão em filme de Peter Pan em 1942. Era um Filme mudo protagonizado por Betty Bronson no papel de Peter e Ernst Torrence no papel de Capitão Gancho. Barrie escolheu Bronson para o papel e até escreveu novos textos, mas o realizador preferiu guiar-se pelo argumento da primeira peça. No ano 2000, a Biblioteca do Congresso dos Estados Unidos classificou-o como sendo de importância cultural e escolheu-o para ser preservado no National Film Registry.
Foram produzidos vários musicais, sendo os mais conhecidos o de Jerome Kern de 1924, de Leonard Bernstein de 1950 e o de Jerome Robbins em 1954.
Em 5 de Fevereiro de 1953, a Disney lançou uma versão animada de Peter Pan. O ator Bobby Driscoll, de 15 anos de idade, dava voz a Peter Pan.
Em 1979 foi levada ao palco mais uma versão protagonizada pela atriz de TV e da Broadway Sandy Duncan.
Em 1991, foi lançado o filme Hook - A Volta do Capitão Gancho, contando com Steve Spielberg como diretor, que contava a história de Peter Pan crescido e casado com a filha de Wendy, Jane. Nessa versão temos Robin Williams como Peter Pan, Maggie Smith como Wendy, Julia Roberts como Sininho e Dustin Hoffman como Capitão Gancho.
Em 2003, P. J. Hogan realizou um filme protagonizado por Jeremy Sumpter como Peter Pan, Rachel Hurd-Wood como Wendy, e Jason Isaacs como Capitão Gancho.

## Sequências
Existem diversas adições à história de Peter Pan, umas autorizadas, outras não.
- Em Peter Pan and the only children de Gilbert Adair, publicado em 1987. Nesta versão, Peter vive debaixo do oceano, com um novo grupo de rapazes perdidos, recrutando crianças que caem dos barcos que passam.
- Em 1990, a Fox Studios edita uma série de desenhos animados chamada Peter Pan and the Pirates que relata as aventuras diárias de Peter, Wendy e os Lost Boys. Jason Marsden deu voz a Peter e Tim Curry ao Capitão Gancho.
- Em Hook, filme de Steven Spielberg de 1991, Robin Williams faz de Peter, atraído de volta à Terra do Nunca (Neverland) por Tinker Bell (Julia Roberts), para lutarem contra o Capitão Gancho, protagonizado por Dustin Hoffman.
- J. E. Somma, publicou After the rain – A new adventure for Peter Pan em 2001. A acção decorre nos tempos actuais e conta a história da reacção de Peter a um mundo que o menospreza e onde Peter é salvo por 3 crianças que lhe ensinam que crescer é bom.
- Em 2002, a Disney editou Return to Neverland, uma sequela da sua própria adaptação de 1953 e na qual Jane, a filha de Wendy, se envolve com Peter.
- A Hyperion Books, uma subsidiária da Disney, publicou em 2004 o livro, Peter and the starcatchers do humorista Dave Barry e do escritor de suspense Ridley Pearson.
- Em 2005, o Great Ormond Street Hospital anunciou que Geraldine McCaughrean tinha sido escolhida para escrever uma seqüência autorizada do livro de Barrie, com o título provisório de Capitão Pan. O livro foi publicado em outubro de 2006 com o título de Peter Pan in Scarlet (Peter Pan Escarlate)